# Десна (приток Гуслицы)
Десна́ — река в Московской области России, левый приток Гуслицы. На Десне стоят деревни Чёлохово, Мосягино, Барышово, Беззубово.
Длина — 17 километров (по другим данным — 25 километров), площадь водосборного бассейна — 80,8 км². Питание преимущественно снеговое. Десна замерзает в середине ноября, вскрывается в середине апреля.
В верхнем и среднем течении река практически полностью лишилась лесного покрова: в верховьях — из-за добычи фосфоритов, в среднем течении — из-за распашки.